# Mesodasys
Mesodasys is een geslacht van buikharigen uit de familie van de Cephalodasyidae. De wetenschappelijke naam van het geslacht soort werd voor het eerst geldig gepubliceerd in 1951 door Remane.

## Soorten
- Mesodasys adenotubulatus Hummon, Todaro & Tongiorgi, 1993
- Mesodasys brittanica Hummon, 2008
- Mesodasys hexapodus Rao & Ganapati, 1968
- Mesodasys ischiensis Hummon, Todaro & Tongiorgi, 1993
- Mesodasys laticaudatus Remane, 1951
- Mesodasys littoralis Remane, 1951
- Mesodasys rupperti Hummon, 2008
- Mesodasys saddlebackensis Hummon, 2010

### Synoniem
- Mesodasys litoralis Remane, 1951 => Mesodasys littoralis Remane, 1951
- Mesodasys lobocercus (Boaden, 1960) => Mesodasys laticaudatus Remane, 1951